# منتخب سلوفاكيا لكرة الأرض للسيدات
منتخب سلوفاكيا الوطني لكرة الأرض للسيدات (بالسلوفاكية: Slovenské národné florbalové družstvo žien)‏ هو ممثل سلوفاكيا الرسمي في المنافسات الدولية في كرة الأرض للسيدات.